# Kevin McKenna (voetballer)
Kevin James McKenna (Calgary, 21 januari 1980) is een Canadees voormalig voetballer die voornamelijk als centrale verdediger speelde.

## Carrière

### Energie Cottbus
McKenna begon zijn voetbalcarrière bij de Calgary Dinos, het voetbalteam van de Universiteit van Calgary waarna hij in 1998 naar Duitsland vertrok om te spelen voor Energie Cottbus. Datzelfde seizoen zou hij nog debuteren in de competitiewedstrijd tegen SSV Ulm 1846. In twee seizoenen kwam hij tot drie wedstrijden, wat de club deed besluiten hem te verhuren aan Heart of Midlothian.

### Heart of Midlothian FC
Bij de club uit de Scottish Premier League speelde hij acht wedstrijden waarna de club besloot hem over te nemen. Voor £300,000 maakte hij definitief de overstap naar Hearts. In 121 duels voor de club wist hij 21 keer te scoren.

### Energie Cottbus
Na 2 jaren in schotland te hebben gespeeld, keerde McKenna in het seizoen 2005/2006 terug naar Cottbus. Met 10 doelpunten in 34 wedstrijden had hij een belangrijke bijdrage aan de promotie van de club naar de Bundesliga. Het seizoen erop speelde McKenna 29 wedstrijden. Hij werd de opvolger van Gregg Berhalter als aanvoerder van het team.

### 1.FC Köln
In het seizoen 2007/2008 maakte McKenna de overstap naar 1. FC Köln wat op dat moment uitkwam in de 2. Bundesliga. Door doelpunten te scoren in belangrijke duels was McKenna van grote waarde in de promotie naar de Bundesliga datzelfde seizoen. 
De vier seizoenen daarop speelde McKenna met Köln in de Bundesliga. Op 13 december 2008 scoorde hij zijn eerste Bundesligadoelpunt in het duel met Vfl Bochum (2-1). In het seizoen 2010/11 degradeerde McKenna met de club naar de 2. Bundesliga nadat ze op een 17e plek wisten te eindigen.
Op 5 mei 2014 maakte McKenna bekend aan het einde van zijn contract te stoppen met voetballen. Zodoende sloot hij zijn carrière af op 30 juni 2014.

## Interlandcarrière
Op 27 mei 2000 maakte McKenna zijn debuut voor het nationale elftal van Canada in het duel tegen Trinidad en Tobago. Vervolgens zou hij in vier kwalificatieduels voor het WK van 2002 spelen.
Zijn hoogtepunt bij het nationale elftal is voorlopig de wedstrijden om de CONCACAF Gold Cup in 2002. In dit toernooi speelde McKenna elk duel voor zijn land en werd hij uiteindelijk verkozen tot de beste 11 van het toernooi.
Verder was hij actief met Canada op de FIFA Confederations Cup 2001, CONCACAF Gold Cup 2003, 2005, 2009 en 2011

## Erelijst
Energie Cottbus
- Promotie naar de Bundesliga: 2000, 2006.

 1. FC Köln
- Promotie naar de Bundesliga: 2008, 2014
- Kampioen 2. Bundesliga: 2014